# Karin Michaelis
Karin Michaëlis, właśc. Katharina Bech-Brøndum (ur. 20 marca 1872 w Randers, zm. 11 stycznia 1950 w Kopenhadze) – duńska pisarka, dziennikarka i działaczka społeczna.

## Życiorys
Była córką znanego duńskiego wolnomularza, urzędnika duńskich telegrafów.
W roku 1892 zamieszkała w Kopenhadze, gdzie poznała pisarza Sophusa Michaelisa (1865–1932) i w roku 1895 została jego żoną. W roku 1911 rozwiodła się z nim i poślubiła amerykańskiego dyplomatę Charlesa Emila Stangelanda. Z drugim mężem rozwiodła się w roku 1917.
Podczas pierwszej wojny światowej przebywała w Austrii, zajmując się działalnością dobroczynną. Wiele podróżowała po świecie. W marcu 1927 odwiedziła Polskę. W roku 1930 nabyła domek na duńskiej wyspie Thurø i zamieszkała tam wraz z matką.
W okresie powojennym zaangażowała się przeciw narastającej groźbie faszyzmu. W roku 1932 uczestniczyła w kongresie pokojowym w Amsterdamie. Protestowała przeciw skazaniu Sacco i Vanzettiego. Po dojściu Hitlera do władzy udzielała w swoim domu gościny uchodźcom politycznym z Niemiec, m.in. Bertoltowi Brechtowi i Helenie Weigel. W roku 1940 sama wyemigrowała do USA.
Karin Michaelis jest autorką 35 powieści. Wydana w roku 1910 powieść „Niebezpieczny wiek“ wzbudziła gwałtowne spory krytyków, gdyż poruszała sprawy seksualności kobiet po 40 roku życia. Powieść została wielokrotnie sfilmowana, m.in. w roku 1927 z Astą Nielsen.
W latach 1929–1938 stworzyła serię sześciu opowiadań o dorastaniu dziewczynki o imieniu Bibi.
W Polsce wielokrotnie wznawiano jej powieść dla młodzieży „Dzieci z Nyhavn“ (tytuł oryginału „Lotte Ligeglad”)